# Albert Cuypstraat 241
Het pand 'Albert Cuypstraat 241' is een gebouw aan de Albert Cuypstraat in De Pijp te Amsterdam-Zuid. Het is een van een drietal gemeentemonumenten in die straat.
Het gebouw werd gebouwd als lagere school op de hoek van de Albert Cuypstraat en Eerste Sweelinckstraat. Die school was “der tweede klasse”, dat wil zeggen voor noch de rijkste noch de armste families. Bijzonder aan de school was dat zij gemengd was. Voor de “rijkere” meisjes was er de Sweelinckschool aan de Gerard Doustraat 220, ook op een hoek van de Eerste Sweelinckstraat (schuin oversteken). Het gebouw hield haar bestemming tot laat in de 20e eeuw. Op 15 november 1935 werd de Vereniging tot bescherming van het schoolkind Albert Cuyp (VBSK Albert Cuyp) opgericht in dit gebouw. Dit was een samenbundeling van meerdere organisaties, die zich richtten op het welzijn van kinderen in de Amsterdamse wijk 'De Pijp". In de loop der jaren hebben hier vele verschillende activiteiten plaats gevonden. Zo werd er geschaakt, gezongen, geschilderd en muziek gemaakt. De school werd zelfs gebruikt als oefenruimte van een complete fanfare. De meest bekende activiteit van de vereniging is de in 1967 opgerichte Boksschool VBSK Albert Cuyp. De boksschool nam gedurende de jaren daarna steeds meer ruimten van de school in als oefenruimte. In 2015 is het gehele gebouw in gebruik voor de bokssport.
Het symmetrische gebouw is opgetrokken in de neorenaissancebouwstijl van de 19e eeuw. Het ontwerp kwam van Publieke Werken van de gemeente. Dat is waarschijnlijk ook de reden dat dit gebouw nog goed op de fundering staat. De buurpanden en panden aan de overzijde hebben vaak last van verzakkingen.